# كوينتن في. أندرسون
كوينتن في. أندرسون هو سياسي أمريكي، ولد في 7 مايو 1932 في مقاطعة رينغولد في الولايات المتحدة، وتوفي في 27 ديسمبر 2019. نشط حزبياً في الحزب الجمهوري. وقد انتخب عضو مجلس ولاية آيوا ‏.